# 안동 의성 김씨 종택
안동 의성 김씨 종택(安東 義城 金氏 宗宅)은 경상북도 안동시 임하면 천전리에 있는 조선시대의 의성 김씨의 종가이다. 1967년 6월 23일 대한민국의 보물 제450호로 지정되었다.

## 개요
의성 김씨의 종가로 지금 있는 건물은 임진왜란 때 불에 타 버렸던 것을 김성일(1538∼1593) 선생이 다시 지은 것이라고 한다.
건물은 사랑채, 안채, 행랑채로 구분되는데, 사랑채는 바깥주인이 생활하면서 손님을 맞이하는 공간으로 규모는 앞면 4칸·옆면 2칸이고 형태는 一자 형이다.
안주인이 생활하면서 집안 살림을 맡았던 안채는 ㅁ자형이고 다른 주택과 달리 안방이 바깥쪽으로 높게 자리를 잡고 있다.
행랑채는 사랑채와 안채가 연결되어 있는 특이한 구성을 이루고 있으며 전체 가옥 구성이 巳자 모양의 평면을 이루고 있다. 그러나 행랑채에서 안뜰로 통하는 중문이 없어 외부사람이 드나들 수 없었는데 이것은 당시 유교 사상의 남녀유별, 내외사상을 건물구성에 반영하였음을 보여주는 예이다.
사랑채 출입은 행랑채의 대문을 거치지 않고 사랑채로 직접 갈 수 있는 별도의 문이 있다. 사랑채와 행랑채를 이어주는 건물은 2층으로 되어 있으며 위층은 서재로, 아래층은 헛간으로 쓰인다. 이와 같은 2층 구조는 다른 주택에서는 보기 드문 양식이다. 훗날 추가로 연결한 서쪽 끝의 대청문은 지붕이 커, 집 전체 겉모습에 웅장한 느낌을 주고 있다.
건물은 간략한 양식으로 지었지만 보기드문 주택구조를 가지고 있는 것으로 조선시대 민가 건축연구에 소중한 자료가 되고 있다.

## 참고 자료
- 안동 의성 김씨 종택 - 국가유산청 국가유산포털